# Miroslav Balaštík
Miroslav Balaštík (* 12. října 1971 Pardubice) je český literární kritik, publicista, šéfredaktor nakladatelství Host a vysokoškolský pedagog. V současnosti žije v Brně. V roce 2001 získal za svou novinářskou a redakční činnost cenu Novinářská křepelka pro mladé kritiky.

## Život
Vystudoval Gymnázium Koněvova v Brně (1986–1990), poté následovalo studium češtiny a filozofie na Filozofické fakultě Masarykovy univerzity. Od roku 1997 přednáší na Ústavu české literatury FF MU současnou českou literaturu a literární kritiku.
Během studií na fakultě se setkal s Tomášem Reichelem, s nímž se podílel na přípravě literární revue Host v její první, polistopadové fázi (za vedení vydavatele Dušana Skály a kritika Igora Fice). Po odchodu zakladatelské generace v roce 1995 tato dvojice vybudovala ze sborníku zavedené literární periodikum a své aktivity brzy rozšířila o vydávání knih. (Traduje se, že značku Host získali od D. Skály za láhev whisky.)
Od roku 1995 do roku 2021 Miroslav Balaštík literární časopis Host bez přerušení řídil. Publikoval zde množství literárních kritik, úvah a esejů nejen na úzce literární, ale i kulturní a společenská témata, rozhovory s významnými spisovateli, historiky, filozofy a dalšími osobnostmi naší intelektuální scény. Některé z nich v roce 2015 shrnul do knihy Literatura v čase lovců.
Miroslav Balaštík je spolumajitelem vydavatelství Host (spolu s Tomášem Reichelem a Martinem Stöhrem). V prvních letech existence nakladatelství se zabýval hlavně ediční prací na projektech Strukturalistická a Teoretická knihovna. Věnoval se také české poezii a beletrii a do nakladatelství Host přivedl mnoho známých autorů, například Jana Balabána, Otu Filipa, Jiřího Hájíčka, Pavla Brycze, Radku Denemarkovou, Antonína Bajaju, Petru Soukupovou či Alenu Mornštajnovou.
Spolupracuje také s Českou televizí (v roce 2013 byl jedním z moderátorů diskusního pořadu Artefakta), Českým rozhlasem Brno a stanicí ČRo 3 Vltava. Jeho recenze, glosy a eseje se objevují taktéž v dalším periodickém a literárním tisku.  

## Členství a funkce
2012 Člen komise pro udělování Státní ceny za literaturu
2012 předseda Koordinační skupiny pro Program rozvoje kultury města Brna
2012 místopředseda Poradního sboru náměstkyně primátora města Brna pro kulturu
2012 člen Rady pro kulturu a umění Masarykovy univerzity
2009 člen Redakční rady Portálu české literatury
2009–2013 člen Rady pro umění ministra kultury ČR
2006 člen Rady Ústavu pro českou literaturu AV ČR
2001–2011 člen Poradního sboru statutárního města Brna pro kulturu
2001–2003 člen komise pro udělování ceny Nadace český literární fond za literární dílo
2001 člen ediční rady edice Teoretická knihovna v nakladatelství Host
2000–2004 člen celostátního výboru Obce spisovatelů
2000–2001 člen komise MK ČR pro udělování státní ceny za překladatelské dílo
1998–2000 člen ediční rady edice Strukturalistická knihovna v nakladatelství Host
1997–1999 člen komise MK ČR pro udělování grantů pro vydávání české literatury

## Dílo
- BALAŠTÍK, Miroslav. Literatura v čase lovců. Rozhovory se spisovateli 1995–2015. Brno: Host, 2015. 375 s. ISBN 978-80-7491-408-9
- BALAŠTÍK, Miroslav. Postgenerace (Zátiší a bojiště poezie 90. let 20. století). Brno: Host, 2010. 168 s. ISBN 978-80-7294-355-5
- FIALA, Petr. Profesor na frontové linii. Rozhovor Miroslava Balaštíka. Brno: Host, 2017. 288 s. ISBN 978-80-7577-217-6
- BALAŠTÍK, Miroslav, Mayda ARGUELLES DEL PINO a Liuver SABORIT MORALES. Trosečníci z ostrova svobody. 1. vyd. Brno: Host, 2009. ISBN 978-80-7294-334-0